# Dasycorixa
Dasycorixa is een geslacht van wantsen uit de familie van de Corixidae (Duikerwantsen). Het geslacht werd voor het eerst wetenschappelijk beschreven door Hungerford in 1948.

## Soorten
Het genus bevat de volgende soorten:

- Dasycorixa hybrida (Hungerford, 1926)
- Dasycorixa johanseni (Walley, 1931)
- Dasycorixa rawsoni Hungerford, 1948